# Sublegatus obscurior
El mosquero matorralero amazónico (Sublegatus obscurior), también denominado  atrapamoscas llanero (en Colombia), atrapamoscas del dosel (en Venezuela), moscareta matorralera amazónica (en Perú) o suirirí oscuro,  es una especie de ave paseriforme de la familia Tyrannidae, una de las tres pertenecientes al género Sublegatus. Es nativo del escudo guayanés y de la cuenca amazónica en América del Sur.

## Distribución y hábitat
Se distribuye ampliamente desde el este de Colombia, centro y sur de Venezuela, Guyana, Surinam, Guayana francesa, centro norte de Brasil (al sur hasta el norte de Mato Grosso y hacia el este hasta la región de Paragominas en el noreste de Pará), este de Ecuador, hacia el sur por el este de Perú hasta el norte de Bolivia.
Esta especie es considerada poco común y tal vez localizada, en sus hábitats naturales: los bordes de selvas húmedas y bosques secundarios hasta los 1000 m de altitud; los matorrales, áreas arboladas secas y en las sabanas con arbustos o árboles dispersos a menos de 460 m de altitud.

## Descripción
En promedio mide 14 cm de longitud y pesa 14 g. Las partes superiores son de color gris oscuro; garganta y pecho gris claro; vientre blancuzco con matices amarillentos. Se parece con una Elaenia, pero con el pico obviamente más corto.

## Comportamiento
Es un discreto atrapamoscas que se mantiene erecto en su percha y vuela entre el follaje buscando insectos. Es más arborícola que sus congéneres y puede ocurrir en el dosel de la selva.

### Vocalización
No es muy vocal, pero aves alimentándose ocasionalmente dan un melancólico «psiiiu». Su canto es raramente oído, un repetitivo y bastante dulce «chuidií...chuidií...chuidií».

## Sistemática

### Descripción original
La especie S. obscurior fue descrita por primera vez por el ornitólogo estadounidense Walter Edmond Clyde Todd en 1920 bajo el nombre científico de subespecie Sublegatus glaber obscurior; la localidad tipo es: «Cayena, Guayana francesa»; el holotipo, un macho adulto, recolectado el 7 de marzo de 1917, se encuentra depositado en el Museo Carnegie de Historia Natural bajo el número CM 56689.

### Etimología
El nombre genérico masculino «Sublegatus» se compone de la palabra del latín «sub» que significa ‘cercano’, y del género «Legatus»; o sea «que se parece a un Legatus»; y el nombre de la especie «obscurior» en latín significa ‘oscuro’.

### Taxonomía
Las actuales tres especies del género Sublegatus ya fueron consideradas conespecíficas, pero fueron separadas con base en diferencias morfológicas y de vocalización. Es monotípica.